# ناحیه گراندویو، شهرستان ادگار، ایلینوی
ناحیه گراندویو (به انگلیسی: Grandview Township) یک منطقهٔ مسکونی در ایالات متحده آمریکا است که در شهرستان ادگار، ایلینوی واقع شده‌است. ناحیه گراندویو ۲۲۵ متر بالاتر از سطح دریا واقع شده‌است.